# Sokol (oblast de Magadan)
Pour les articles homonymes, voir Sokol.
Sokol, en russe : Со́кол, est une commune urbaine de l'okroug urbain de Magadan (ru), dans l'oblast de Magadan, en Russie. Sa population s'élevait à 4 835 habitants en 2021, répartie sur une superficie de 4 779 hectares. Sokol veut dire en russe « faucon ».

## Géographie

### Situation
Sokol se situe au nord de Magadan, à 50 km à vol d'oiseau, ainsi qu'à 8 km à l'ouest du village d'Ouptar. Au sud du village s'écoule la rivière Uptar, affluent gauche de la Khassyn, qui se jette elle-même dans l'Arman.

### Climat
Le climat de Sokol appartient, si on se réfère à la classification de Köppen, au type : Dfc (climat continental subarctique). La ville connaît des précipitations importantes tout au long de l'année, même durant les mois les plus secs.
| Mois                                | jan.  | fév.  | mars  | avril | mai | juin | jui. | août | sep. | oct. | nov.  | déc.  | année |
| ----------------------------------- | ----- | ----- | ----- | ----- | --- | ---- | ---- | ---- | ---- | ---- | ----- | ----- | ----- |
| Température minimale moyenne (°C)   | −27,5 | −26,7 | −19,8 | −11,2 | −18 | 5,4  | 10   | 9,2  | 3,2  | −7,8 | −20   | −25,8 | 9,4   |
| Température moyenne (°C)            | −25   | −23,8 | −16,2 | −7,4  | 1,7 | 9,3  | 13,3 | 12,4 | 6,3  | −4,9 | −16,9 | −23,4 | −6,22 |
| Température maximale moyenne (°C)   | −22,4 | −20,3 | −12,2 | −3,9  | 4,9 | 13,4 | 16,9 | 15,7 | 9,7  | −1,5 | −13,8 | −21   | −2,88 |
| Précipitations (mm)                 | 22    | 19    | 28    | 42    | 47  | 69   | 70   | 101  | 82   | 67   | 60    | 26    | 633   |
| Nombre de jours avec précipitations | 4     | 4     | 5     | 5     | 6   | 8    | 8    | 10   | 8    | 8    | 6     | 5     | 77    |
| Humidité relative (%)               | 65    | 63    | 69    | 72    | 79  | 81   | 83   | 82   | 78   | 70   | 69    | 67    | 73,17 |

## Histoire
Sokol est officiellement créé par décret du Præsidium du Soviet suprême de la RSFSR du 28 mai 1962.
En 1960 commence la construction de l'aéroport de Magadan, qui finira d'être construit en 1966.

## Administration
La commune urbaine est gérée par un chef, nommé par le maire de la ville de Magadan. Ce post est actuellement occupé par Troitski Veniamin Yurievitch.

## Population
Recensements (*) ou estimations de la population
| 1970* | 1979* | 1989* | 2002* | 2004  |
| ----- | ----- | ----- | ----- | ----- |
| 4 126 | 7 642 | 8 011 | 4 715 | 4 800 |

| 2005  | 2006  | 2007  | 2008  | 2009  |
| ----- | ----- | ----- | ----- | ----- |
| 4 856 | 4 988 | 5 167 | 5 168 | 5 199 |

| 2010* | 2012  | 2013  | 2014  | 2015  |
| ----- | ----- | ----- | ----- | ----- |
| 4 685 | 4 722 | 4 726 | 4 713 | 4 763 |

| 2016  | 2017  | 2018  | 2019  | 2020  |
| ----- | ----- | ----- | ----- | ----- |
| 4 810 | 4 806 | 4 818 | 4 805 | 4 811 |

| 2021  | 2022  | - | - | - |
| ----- | ----- | - | - | - |
| 4 835 | 4 779 | - | - | - |

## Économies
Les quelques entreprises enregistrées à Sokol sont du secteur tertiaire, tel que des entreprises aéroportuaires en lien avec l'aéroport de la ville.

## Galerie

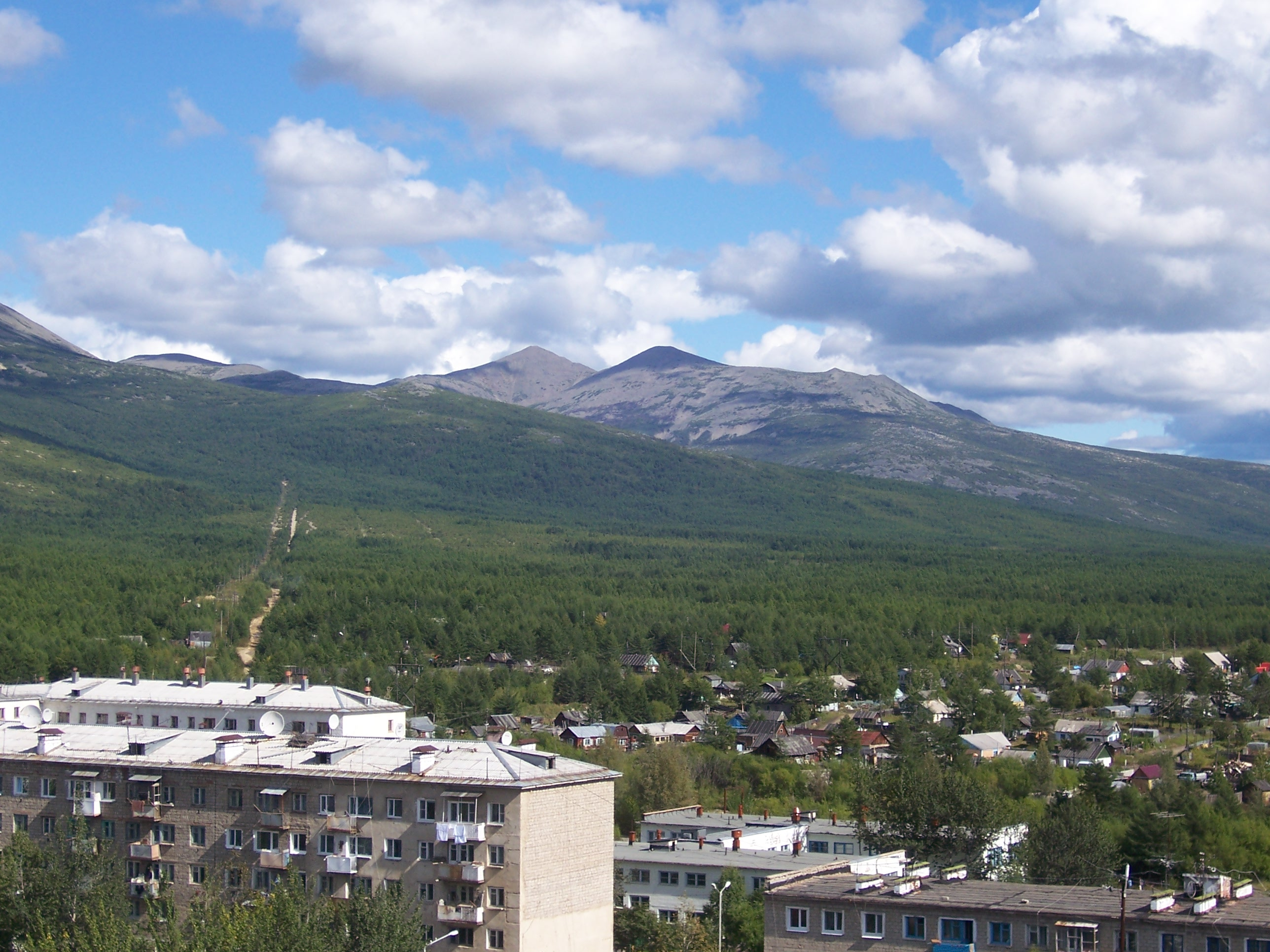
Sokol en janvier 2005.
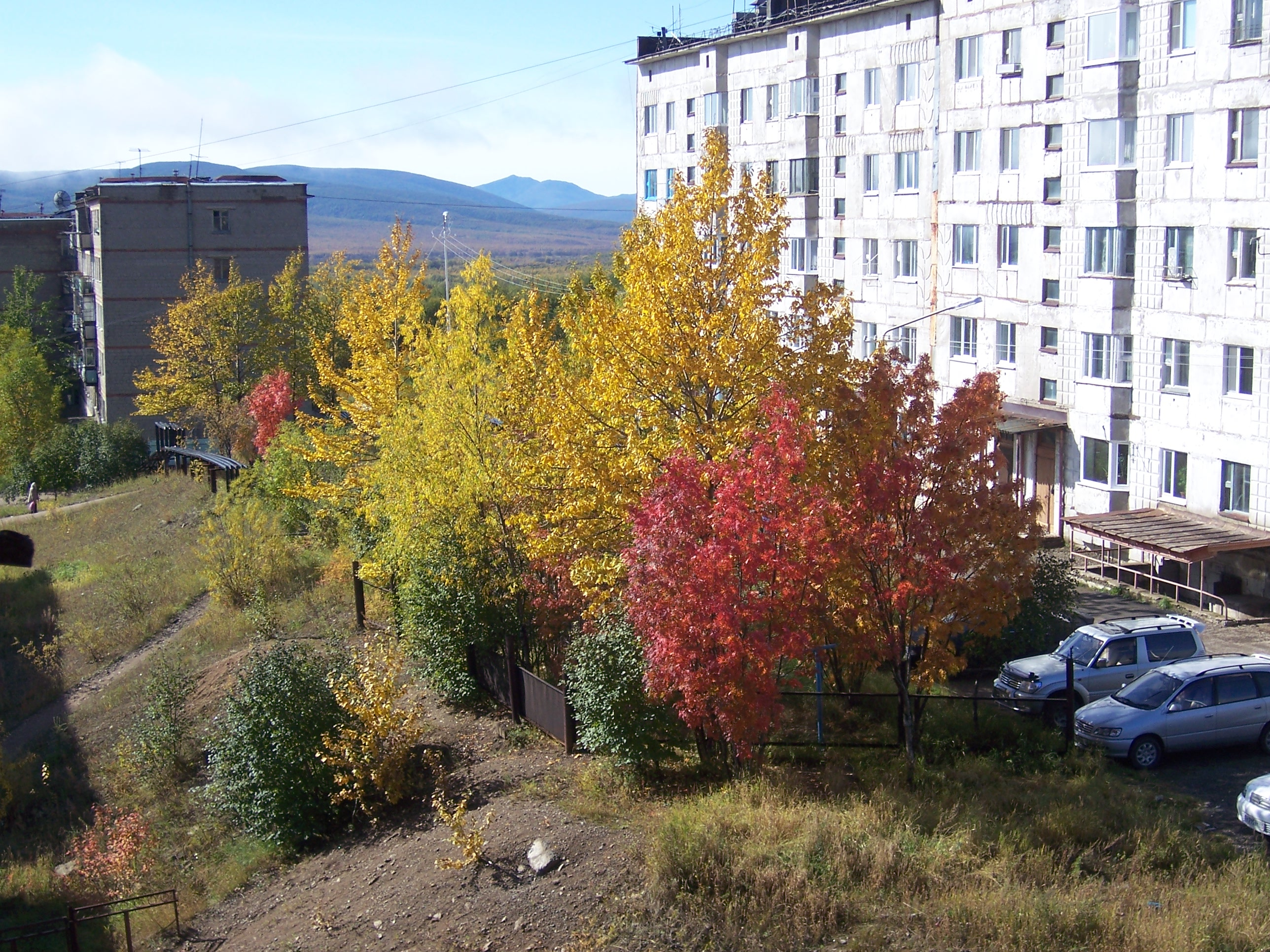
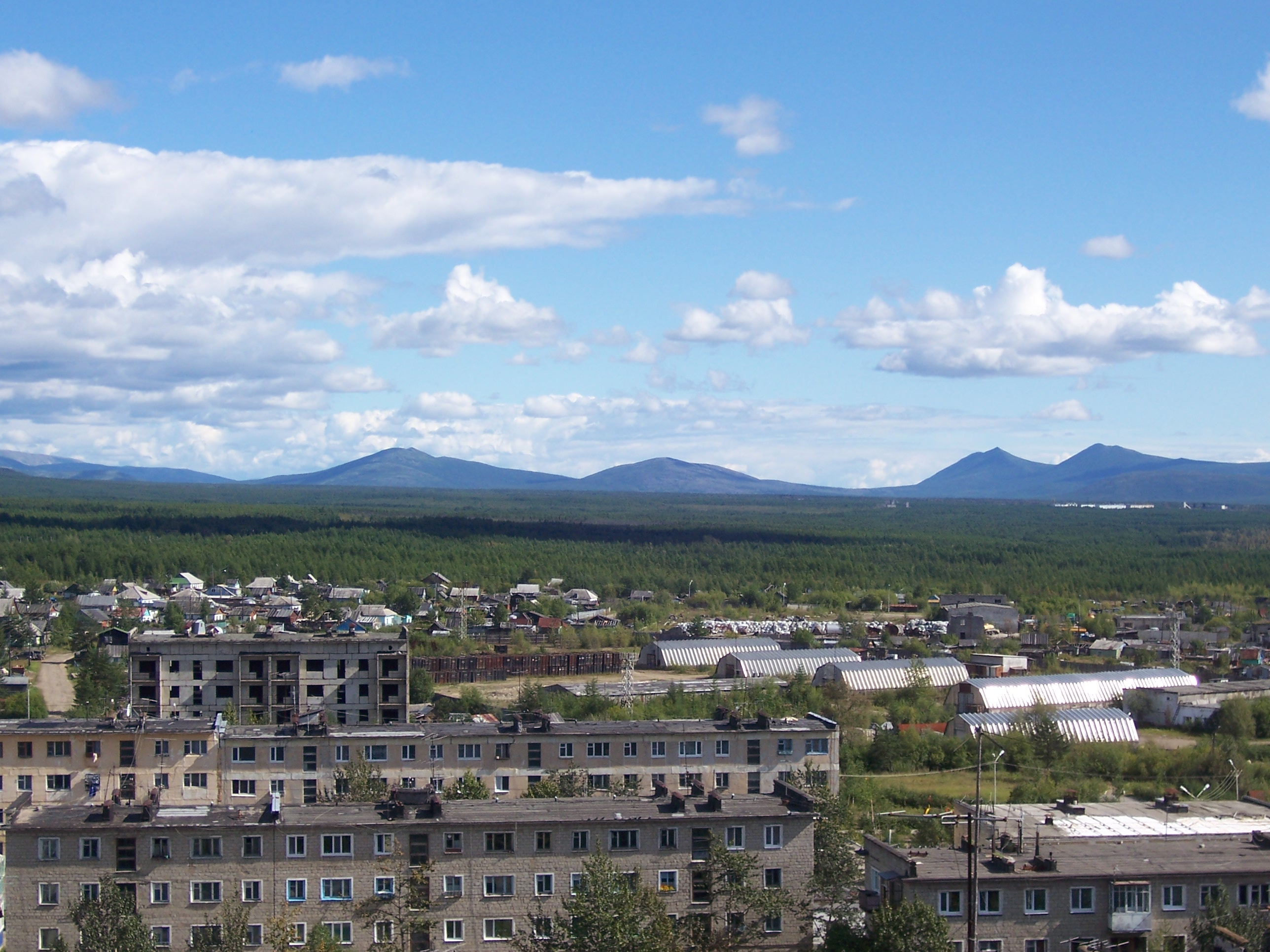
Sokol en janvier 2005.